# Ararimu

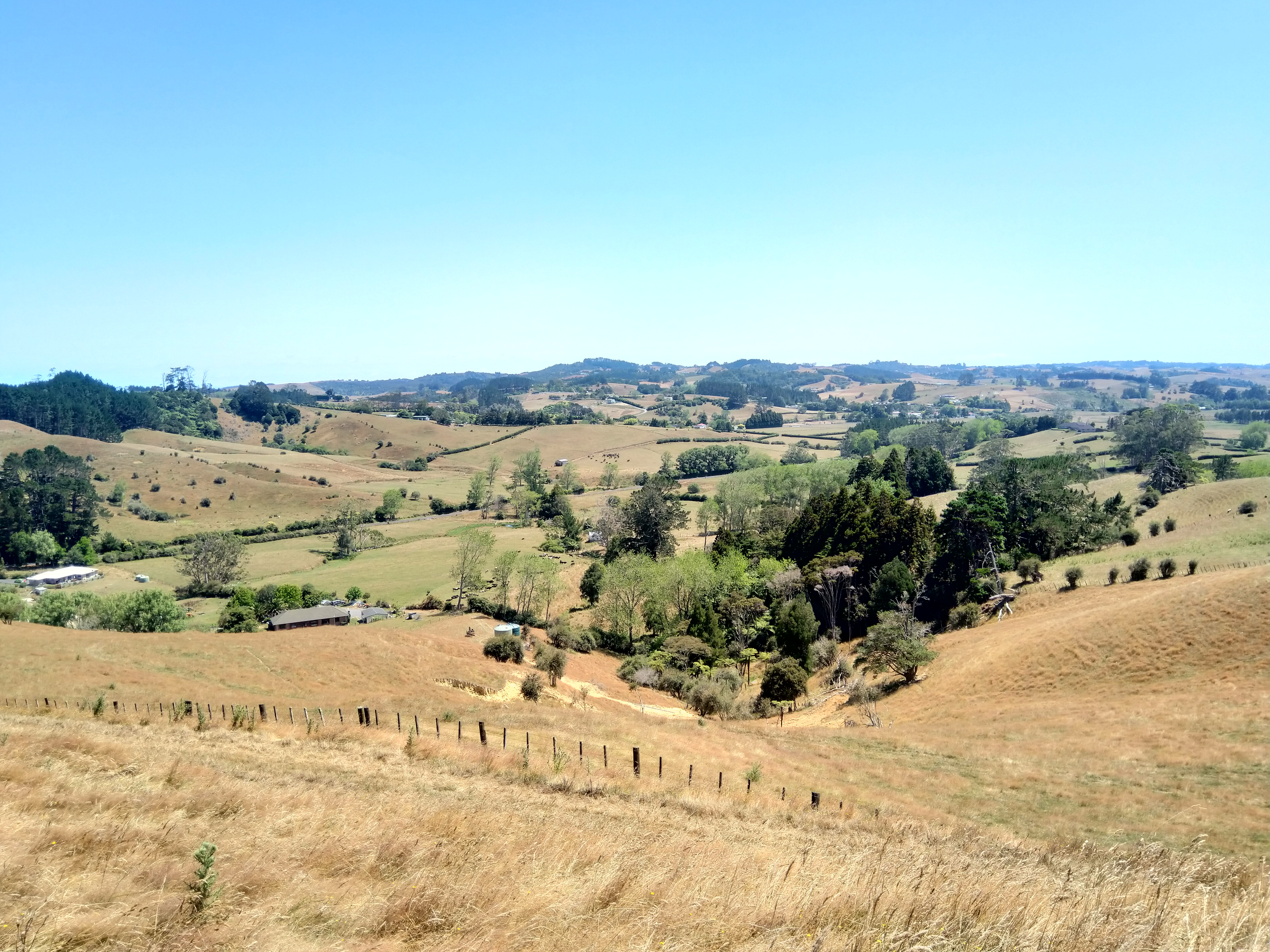
Paysage de fermes agricoles dans la vallée d’Ararimu

Ararimu est une localité de la région d’Auckland située dans l’Île du Nord, de la Nouvelle-Zélande.

## Situation
Elle est localisée dans le  Ward de Franklin (en) et sous la gouvernance du conseil d’Auckland.

## Histoire
A l’époque de la colonisation européenne, Ararimu était densément couverte avec une forêt d’arbres natifs.
Une controverse portant sur le droit de ramasser la gomme de kauri survint dans les années 1857 en faveur de l’iwi des Ngāti Whātua (en).
Finalement, le terrain fut pris par le gouvernement dans le cadre du New Zealand Settlements Act (en) de 1863 et divisé en lots d’environ 700 acres.
Les lots furent mis en vente en actions en 1867 et furent achetés par trois pionniers : J Dunn, Laughlan Keaney et John Markham.
Il y a 3 familles, qui restèrent dans le secteur d’Ararimu pendant plusieurs décades, avec les descendants de la famille Dunn, quittant la zone seulement en 1985.
En 1871, les résidents firent une pétition pour avoir des routes pour améliorer l’accès à leurs fermes.
Une somme de 100 £ fut  alors allouée pour la construction d’une route entre la localité Ararimu  et celle de Maketu (Ramarama) à la fin de 1873, et la route fut construit en utilisant le travail des volontaires durant les années suivantes.
Environ 10 ans plus tard, la route fut recouverte.
Cette route, appelée maintenant Pratts Road, était raide et sinueuses mais elle fut graduellement améliorée avec des rectifications et des déviations.
Elle était toujours couverte de graviers en 2020.
La route d’Ararimu remplacée à présent, date de 1925 et est plus aisée à traverser bien qu’elle ne fut pas recouverte avant l’année 1970.
La route de Totara fut constituée après 1933 et donne accès en direction de chaîne de colline de Bombay Hills (en).
La Gelling Road connectant la localité d’Ararimu et celle de Hunua après la seconde guerre mondiale resta simplement recouverte de gravier au moins jusqu’en 1980.

## Évènement dramatique
En décembre 1876, une discussion entre voisins, s’envenima aboutissant à un meurtre : Martin Curtin tuant Denis Shanaghan.
Il semble que Curtin était malade mentalement.
Son procès commença seulement 5 jours plus tard, et il fut trouvé coupable et condamné à mort.
Il fut pendu lors du mois de février suivant

## Activité économique
La « New Zealand Dairy Association» fit fonctionner une crémerie à partir de 1892 et jusqu’en 1917,.
Ceci eut pour effet d’augmenter la fréquentation de la route comme trajet pour les fermiers individuels pour porter leurs produits vers la crémerie, alors que précédemment un seul camion collectait les produits pour les porter vers Auckland, siège de la séparation de la crème, qui était utilisé  là-bas dès 1917.
Bien qu’antérieurement, un bureau de poste fut mis en fonctionnement à partir de plusieurs maisons individuelles, le premier vrai bureau de poste fut ouvert au niveau de Ararimu en 1888.
Il ferma vers 1931, avec de simples boites rurales pour la distribution du courrier .
Un office du téléphone et télégraphe ouvrit en 1891, mais en 1928, il fut proposé  de le remplacer par le téléphone installé aux domiciles individuels .
En 1928 ou 1929, l’électricité fut fournie à toute la région pour la première fois ,.
Un journal local, The Ararimu Courier (en), fut produit à partir de 1962, consistant la première des deux feuilles imprimées sur une machine de la société Gestetner, installée  au niveau de l’école, et produit deux fois par mois.
La circulation a atteint 50 unités dans les années de 1970, et le nombre de pages a augmenté.
Vers 1990, la production a changé, remplacée pour des photocopies, et à partir de 2001, il fut professionnellement imprimé dans la localité de Manukau.
La circulation atteint 210 exemplaires en 2016.
Les maisons rurales (en) apparurent pour la première fois au niveau de Ararimu au milieu de 1970.
Vers 2016, elles étaient la forme la plus commune de l’utilisation des terrains.
Les lotissements permirent d’augmenter la quantité des arbres et le bush, qui couvrent ces zones ; d’où une augmentation des possibilités pour la vie des oiseaux et la réduction de l’érosion.
La autorité régionale d’Auckland (en) a proposé en 1986 de construire un barrage sur le trajet du cours d’eau nommé Mangawheau Stream pour fournir de l’eau pour la cité d’Auckland.
Le barrage pouvait ainsi créer un lac de 130 hectares dans la zone de la route de Sinclair Road, qui aurait pu affecter environ 100 fermes.
Les résidents tinrent un meeting public et formèrent une action de groupe appelée Riverwatch pour influencer contre la construction du barrage.
Alors que le groupe ne réussit pas à convaincre le ARA contre la construction du barrage, une campagne pour la conservation de l’eau au niveau de la cité réduisit les besoins pour la fourniture de l’eau nouvelle et en 2002 un pipeline à partir du fleuve Waikato fut construit, qui solutionnait le problème jusqu’en 2020.

## Démographie
La zone statistique de Ararimu, avec ses 91 kilomètres carrés est beaucoup plus large que la localité et avait une population de 2 124 habitants lors de recensement 2018 de Nouvelle-Zélande, soit une augmentation de 288 personnes(soit 15,7 %) depuis celui de   texte=recensement de 2013 en Nouvelle-Zélande, et une augmentation de 435 personnes (soit 25,8 %) depuis le recensement de 2006 en Nouvelle-Zélande.
Il y avait 675 foyers.
Il y avait ainsi1 077 hommes et 1 044 femmes donnant un sexe-ratio de 1,03 homme pour une femme.
L’âge médian était de 42,1 ans avec 486 personnes (soit 22,9 %) âgées de moins de 15 ans, 279 personnes (soit 13,1 %) âgées de 15 à 29 ans, 1 137 personnes (soit 53,5 %) âgées de 30 à 64 ans, et 222 personnes (soit 10,5 %) âgées de 65 ans ou plus.
L’ethnicité était pour 93,2 % formée d’européens/Pākehās, 8,1 % de Māoris, 2,0 % de personnes venant de l’océan Pacifique, 2,8 % d’origine asiatique et  de 2,1 % d’une autre ethnicité  (la somme totale peut faire plus de 100 % dans la mesure où les personnes peuvent se considérer de multiples ethnicités en fonction de l’origine de leurs parents).
La proportion des personnes nées outre-mer était de 20,9 %, comparée avec 27,1 % au national.
Bien que certaines personnes refusent lors du recensement de donner leur religion, 56,5 % n’ont aucune religion, 32,1 % s’étaient déclarées comme chrétiens, 0,7 % sont Hindouistes, 0,3 % sont musulmans, 0,1 % sont bouddhistes et 2,3% sont d’une autre religion.
Parmi les moins de 15 ans d’âge, 366 personnes (soit 22,3 %) ont une licence ou un degré universitaires plus élevé, et 219 personnes (soit 13,4 %) n’avaient aucune qualification formelle.
Le revenu médian était de 48,600 $.
Le statut d’emploi de ceux de plus de 15 ans était pour 1 020 personnes (soit 62,3 %) : employés à plein temps et 237 personnes (soit 14,5%) employés à temps partiel, 33 personnes (soit 2,0%) étaient sans emploi .

## Éducation

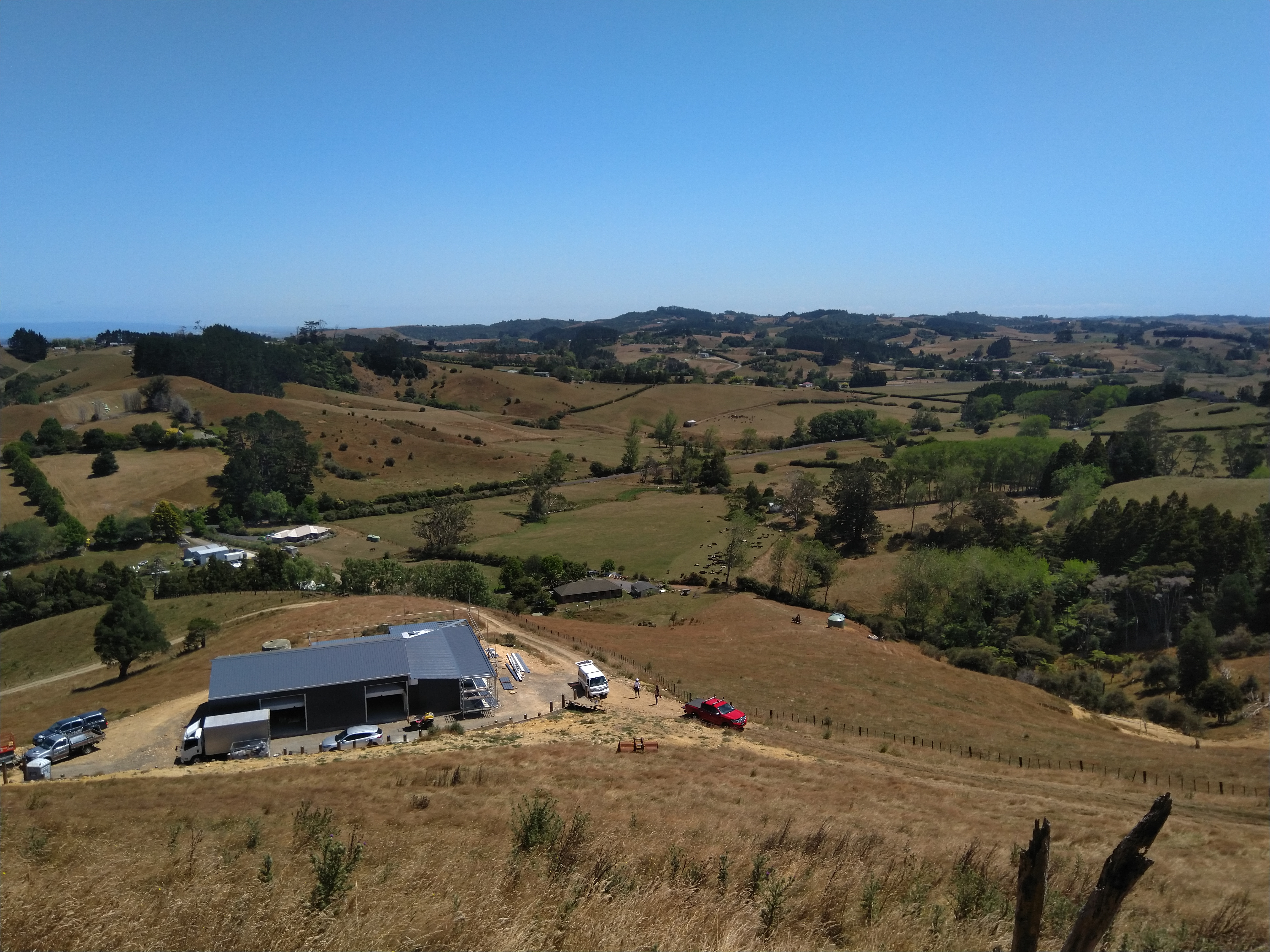
Paysages agricoles et fermes construites dans la vallée d’Ararimu

- L’école d’Ararimu est une école entièrement primaire, allant de l’année 1 à 8 avec un effectif de 133 élèves[26].

Le site web de l’école dit qu’elle fut fondée en 1867 mais ceci peut être une erreur d’impression, dans la mesure où la demande pour la création d’une école a été posée au niveau de la localité en 1874 et l’école célébra son centenaire en 1983 .
II y eut des classes, qui se tinrent dans la chapelle catholique en 1975 ou 1976, et plus tard dans le bâtiment nommé Lynch Home,.
L’école de la vallée fut construite en 1876 sur un terrain en donation avec des fonds rassemblés et le travail de la communauté.
Pour desservir la population de la partie supérieure de la vallée d’Ararimu, une seconde école ouvrit en 1883, mais l’école d’origine ferma en 1890 , ,.
Il y eut quelques mécontentements dans la commune à propos de cette fermeture et certaines familles envoyèrent leurs enfants au niveau de l’école de Paparata  et même quand l’Upper Ararimu School fut fermée ,.
L’Upper Ararimu school chuta de deux à un seul enseignant au début du XXe siècle et le partagea occasionnellement avec celui de l’école de Paparimu ou même de Hunua South ,.
Après une réunion de la communauté en 1920, où les résidents de la haute vallée arrivèrent en retard, une motion fut passée pour déplacer l’école à nouveau vers le milieu de la vallée.
L’école fut alors déplacée, pièce par pièce vers le bas en 1922,.
L’école acquit une piscine en 1954.
Avant cela l’apprentissage de la nage était réalisé en 1985 au niveau du barrage dans la crique de Dunn, juste en haut de la route.
Les bâtiments de l’école furent utilisés pour les réunions publiques, les soirées de danses et les activités sociales jusqu’à ce que le Ararimu Hall soit construit de l’autre côté de la rue en 1957 , .
Le bâtiment fut divisé en deux salles de classes par un rideau et plus tard par une cloison en bois . En 1964, un second bâtiment fut ajouté et la cloison de séparation retirée.
Le bâtiment original fut remplacé en 1981, et de nouvelles salles de classe furent ajoutées avec jusqu’à 9 salles de classes, qui furent en fonctionnement en 2017.
- L’école de Paparimu  est une école assurant tout le primaire, allant de l’année 1 à 8 avec un effectif de 28 élèves[44].

Elle ouvrit en 1899.
L’école de Paparimu  est située à environ 8 km à l’est de l’école d’Ararimu .
Les deux écoles sont mixtes.
Les effectifs sont ceux de mars 2020.

## Autres lectures
- (en) George McDonald, They Chose This Valley: Ararimu Centennial 1867–1967, Ararimu Centennial Committee, 1967.
- (en) J. Milne, The Valley School: A History of Ararimu School 1883–1983, Ararimu Centennial School Committee, 1983
- (en) Toni Reid, Our Path through the Rimu: a history of the Ararimu community 1867-2017, Ararimu Residents & Ratepayers Association Inc, 2017 (ISBN 9780473385613).

- New Zealand Gazetteer